# Buckhurst Hill (London Underground)

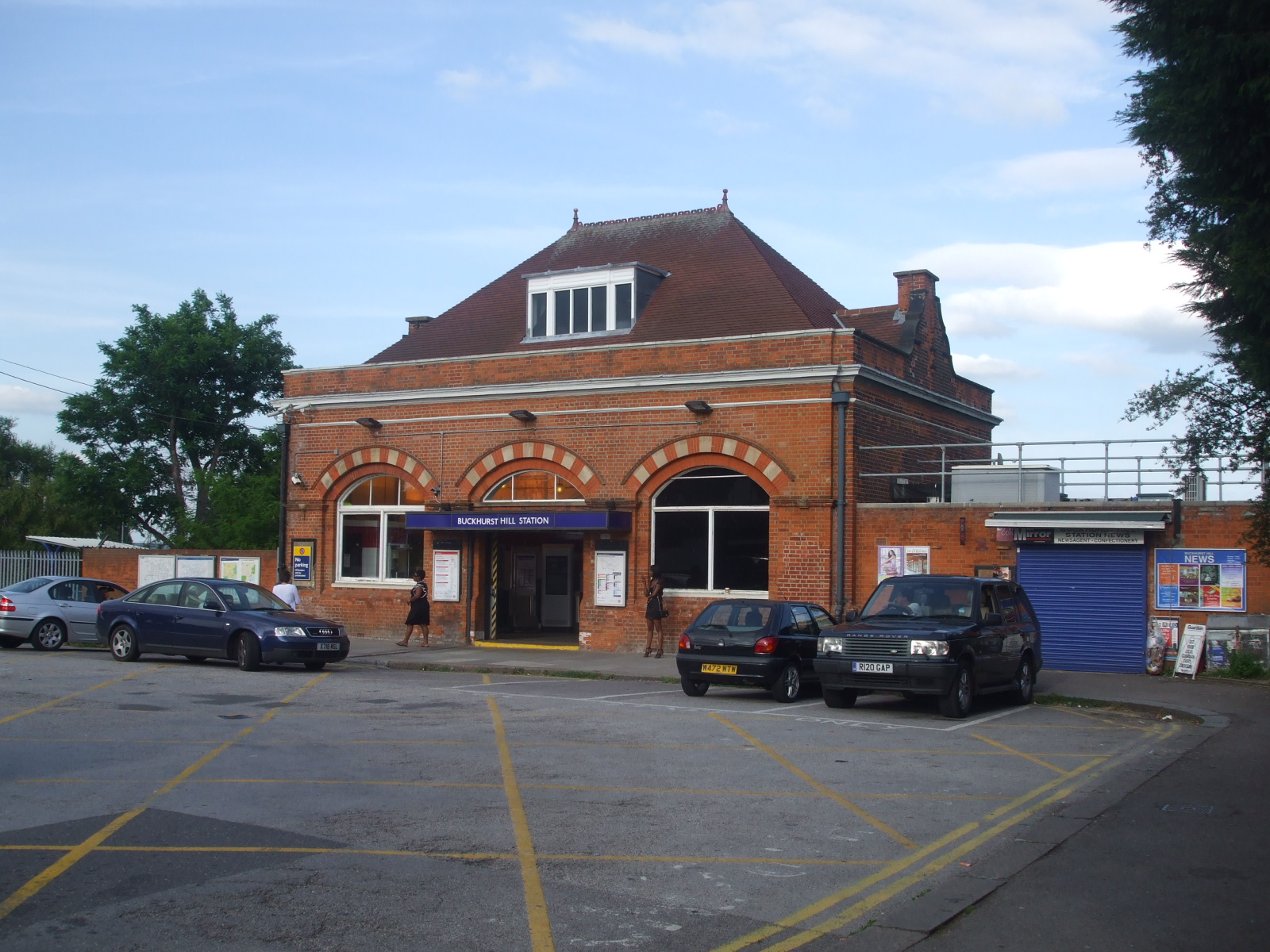
Stationsgebäude

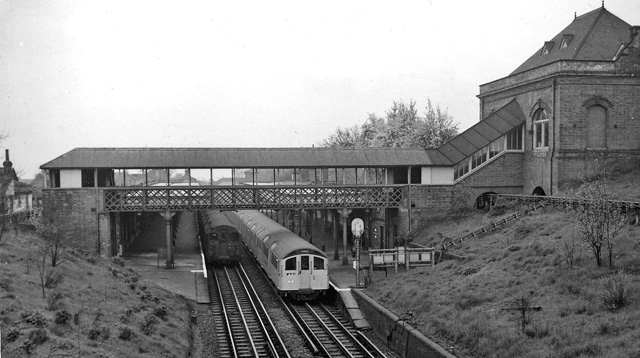
Die Station im April 1961

Buckhurst Hill ist eine oberirdische Station der London Underground in der TfL-Tarifzone 5 und ist eine von vierzehn außerhalb von Greater London. Sie befindet sich an der Victoria Road in der Ortschaft Buckhurst Hill, im Distrikt Epping Forest der Grafschaft Essex. Im Jahr 2014 nutzten 2,06 Millionen Fahrgäste diese von der Central Line bediente Station.

## Geschichte
Die Station wurde am 22. August 1856 durch die Eastern Counties Railway (ECR) eröffnet, als Teil der neu erbauten Strecke zwischen Stratford und Loughton, die neun Jahre später bis Ongar verlängert wurde. 1862 ging die ECR in der Great Eastern Railway (GER) auf, die 1892 das Stationsgebäude neu errichten ließ. 1923 wurde die GER von der London and North Eastern Railway übernommen. Nach einigen baulichen Anpassungen befuhren am 21. November 1948 erstmals U-Bahn-Züge der Central Line die Strecke. Das Stationsgebäude hat bis heute das Ambiente des späten viktorianischen Zeitalters bewahrt.